# Terathopius ecaudatus
A águia-sem-rabo (Terathopius ecaudatus) é uma águia encontrada do Senegal ao Iraque e África do Sul, de asas longas e largas e cauda muito curta. Também é conhecida pelo nome de arlequim.